# Astachov (Kamenskij rajon)
Astachov è una Chutor nel Kamenskij rajon dell'Oblast' di Rostov. Fa parte dell'insediamento rurale di Astachovskij.

## Geografia

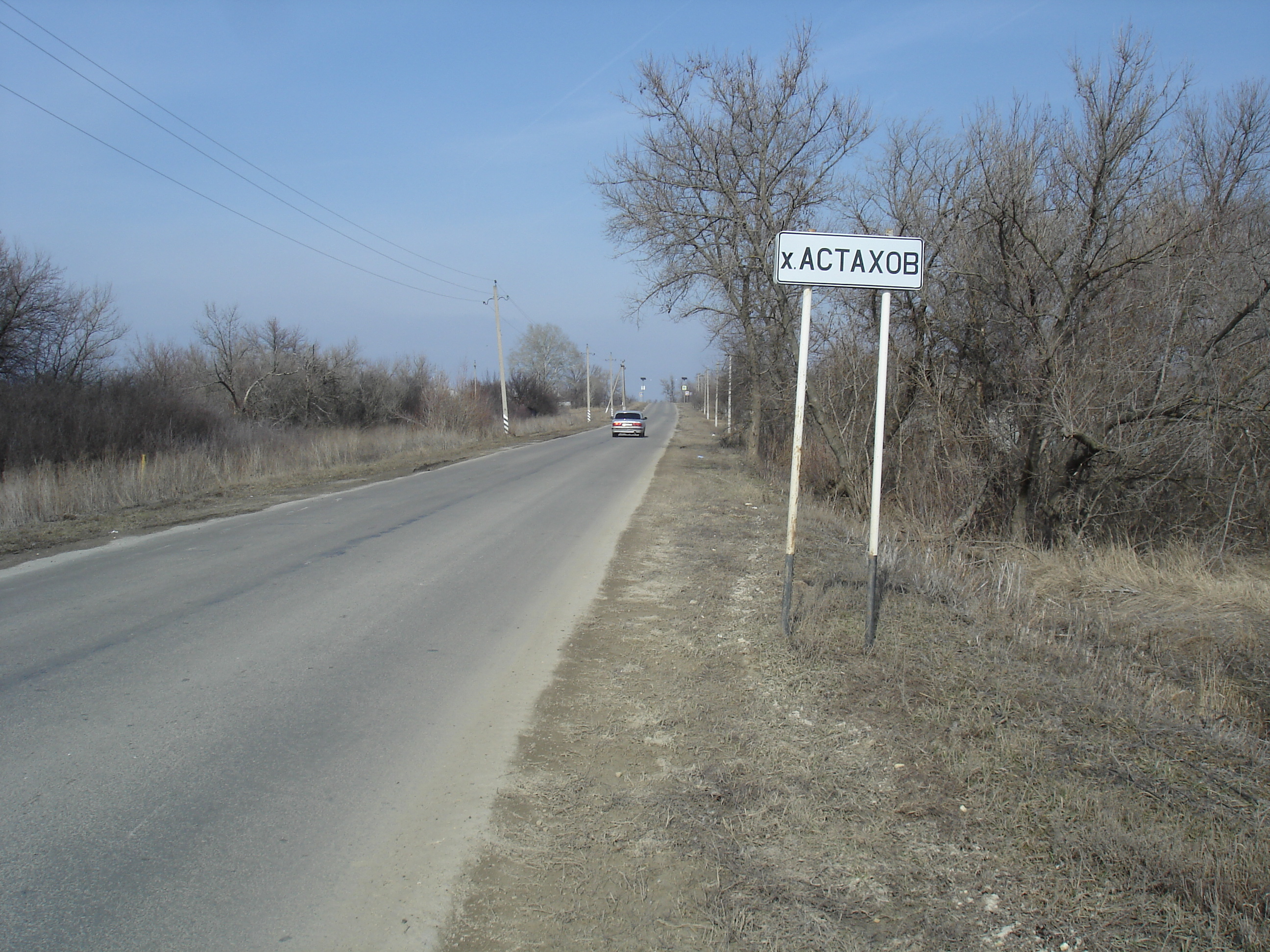
Segnale stradale del chutor

Il chutor si trova in una zona pianeggiante della steppa.

### Strade
| - st. Kirov, - st. Šomachova, - st. Sovetskaja, - st. Jurij Gagarin, | - per. Aleksandr Puškin, - per. Matrosov, - per. Čkalov, - per. Šolochov. |

## Storia
Fondata nel 1874 con il nome di Malinovskij, fu sito dell'insediamento dei cosacchi del Don. Successivamente, la località fu consegnata al maggiore Valentin Astachov.
Durante la guerra civile russa fu teatro di scontri tra contadini locali e l'Armata Bianca. Con l'avvento del regime sovietico fu ribattezzata con il nome di Astachov e successivamente incorporata nell'Oblast' di Rostov.
Vi è presente la Chiesa dell'Esaltazione della Santa Croce.

## Infrastrutture e trasporti
Il centro è accessibile sia su strada che su rotaia. È servito da una fermata della ferrovia del Nord Caucaso 1020 km.